# أطفال الماء
أطفال الماء، خرافة لأطفال الأرض (بالإنجليزية: The Water-Babies, A Fairy Tale for a Land Baby) هي رواية للأطفال بقلم القس تشارلز كينجسلي. كتبت بين عامي 1862-1863 بشكل مسلسل على مجلة ماكميلان، وقد نشرت بشكل كتاب لأول مرة في عام 1863. وقد كتب كعمل ساخر يدعم نظرية تشارلز داروين عن أصل الأنواع. حقق الكتاب شعبية كبيرة في إنجلترا، وكان دعامة أساسية لأدب الأطفال البريطاني لعقود عديدة، لكن شعبيته تراجعت في الآونة الأخيرة ويرجع ذلك جزئيا إلى ما به من تحيز (والذي كان شائعا وقتها) ضد الايرلنديين واليهود والأمريكيين والفقراء.

## روابط خارجية
- أطفال الماء على موقع الموسوعة البريطانية (الإنجليزية)